# Geo Barents
La M/V Geo Barents è un'ex nave da ricerca sismica (SSV) norvegese classe Bureau Veritas della Uksnøy Barents. La nave è stata riadattata per le operazioni di ricerca e soccorso ed è utilizzata da Medici senza frontiere nel mar Mediterraneo centrale da maggio 2021 a dicembre 2024.

## Storia
Lo scafo era stato originariamente costruito per un peschereccio dalla NorYard dei cantieri Aker Braila di Brăila, Romania. Successivamente fu acquistato dalla compagnia di navigazione norvegese Uksnøy Barents, che ne ha commissionato la ristrutturazione come nave da ricerca ai cantieri Soslstrand Verft di Tomrefjord, Vestnes, nel gennaio 2006.
Il battesimo della Geo Barents è avvenuto il 28 aprile 2007 presso il cantiere navale norvegese, dal quale ha poi iniziato il viaggio alla volta di Ålesund, suo porto di registrazione. Successivamente la nave è stata noleggiata per tre anni alla compagnia Fugro-Geoteam, venendo utilizzata per la ricerca geologica nel golfo del Messico.
Nel 2021 la nave è stata noleggiata all'organizzazione internazionale Medici senza frontiere per essere utilizzata in operazioni di ricerca e soccorso nel mar Mediterraneo centrale. Il 13 dicembre 2024 Medici senza frontiere ha annunciato la fine delle operazioni di ricerca e soccorso con questa nave.